# Calymmochilus longifasciatipennis
Calymmochilus longifasciatipennis is een vliesvleugelig insect uit de familie Eupelmidae. De wetenschappelijke naam is voor het eerst geldig gepubliceerd in 1923 door Girault.